# Aït Ishaq
Aït Ishaq es una ciudad en Khénifra Provincia, Meknès-Tafilalet, Marruecos. Según el 2004 censo  tiene una población de 11,806.